# Campionato svizzero di hockey su ghiaccio 2007-2008
La stagione 2007-2008 del campionato svizzero di hockey su ghiaccio, settantesima edizione dalla nascita del campionato nazionale unico, ha visto la vittoria in Lega Nazionale A degli ZSC Lions. Nell'altro campionato professionistico, la Lega Nazionale B, si è imposto l'EHC Biel, mentre fra i dilettanti della Prima Lega la vittoria è andata all'EHC Zuchwil Regio.

## Lega Nazionale A

### Partecipanti
Ambrì-Piotta ·  Basilea Sharks ·  Berna ·  Davos ·  Friburgo-Gottéron ·  Ginevra-Servette ·  Kloten Flyers ·  Langnau Tigers ·  Lugano ·  Rapperswil-Jona Lakers ·  Zugo ·  ZSC Lions

### Verdetti
| Lega Nazionale A 2007-2008 |
| -------------------------- |
| ZSC Lions                  |

| Lega Nazionale A 2007-2008 |
| -------------------------- |
| Basilea Sharks             |

## Lega Nazionale B

### Partecipanti
Ajoie ·  Bienne ·  La Chaux-de-Fonds ·  Coira ·  GCK Lions ·  Langenthal ·  Losanna ·  Martigny ·  Young Sprinters ·  Olten ·  Sierre ·  Thurgau ·  Visp ·   Svizzera U-20

### Verdetti
| Lega Nazionale B 2007-2008 |
| -------------------------- |
| Bienne                     |

| Lega Nazionale B 2007-2008 |
| -------------------------- |
| Coira                      |

| Lega Nazionale B 2007-2008 |
| -------------------------- |
| Martigny                   |

## Prima Lega

### Partecipanti

#### Girone Est
Arosa ·  Bellinzona ·  Bülach ·  Ceresio ·  Dübendorf ·  Frauenfeld ·  Seewen ·  Uzwil ·  SC Weinfelden ·  EHC Wetzikon ·  Wil ·  Winterthur

#### Girone Centro
EHC Aarau ·  Rot-Blau Bern ·  Brandis ·  Burgdorf ·  Lyss ·  EHC Napf ·  Thun ·  Unterseen-Interlaken ·  Wiki-Münsingen ·  Zuchwil Regio ·  Zunzgen-Sissach

#### Girone Ovest
Bulle-La Gruyère ·  Düdingen Bulls ·  Franches-Montagnes ·  HC Monthey ·  Moutier ·  Saastal ·  Sion ·  Star Lausanne ·  HC Tramelan ·  HC Verbier-Val de Bagnes ·  Villars ·  Yverdon-les-Bains

### Verdetti
| Prima Lega 2007-2008 |
| -------------------- |
| Zuchwil Regio        |